# Plazmid Ti
Plazmid Ti (pTi z ang. tumor inducing plasmid – dosł. plazmid indukujący guza) – plazmid bakteryjny Agrobacterium tumefaciens. Plazmid ten jest często wykorzystywany w inżynierii genetycznej oraz w biotechnologii roślinnej do uzyskiwania organizmów transgenicznych.
Zobacz też: 
- wektor
- wektor plazmidowy
- plazmid Ri